# Matsumurella rurcata
Matsumurella rurcata är en insektsart som beskrevs av Cai och Wang 2002. Matsumurella rurcata ingår i släktet Matsumurella och familjen dvärgstritar. Inga underarter finns listade i Catalogue of Life.